# Mike Schürmann
Mike Schürmann (* 25. August 1972 in Bielefeld; † 8. Februar 2019) war ein deutscher Fußballspieler.

## Werdegang
Der Mittelfeldspieler Schürmann begann seine Karriere beim Bielefelder Amateurverein VfL Schildesche und wechselte 1986 in die Jugend von Arminia Bielefeld. Im Jahre 1992 rückte er in den Kader der ersten Mannschaft auf, die seinerzeit in der drittklassigen Oberliga Westfalen spielte. Mit den Bielefeldern qualifizierte sich Schürmann 1994 für die neugeschaffene Regionalliga West/Südwest. In den beiden folgenden Jahren stieg er mit der Arminia zweimal hintereinander bis in die Bundesliga auf. Er absolvierte in der Zeit von 1994 bis 1996 – ältere Daten liegen nicht vor – mindestens 48 Meisterschaftsspiele für die Bielefelder und erzielte dabei ein Tor.
Nach dem Bundesligaaufstieg 1996 wechselte Schürmann zum Zweitligisten Rot-Weiss Essen, für den er in 19 Spielen drei Tore erzielte. Nach nur einer Saison kehrte er nach Ostwestfalen zurück und schloss sich Essens Ligarivalen FC Gütersloh an. Für die Gütersloher absolvierte Schürmann 28 Zweitligaspiele und erzielte zwei Tore. 1999 stieg er mit seinem Verein aus der 2. Bundesliga ab. Im Februar 2000 musste der hoch verschuldete FC Gütersloh Insolvenz anmelden und wurde aufgelöst. Anschließend ließ Schürmann seine Karriere beim Bünder Verein Grün-Weiß Bustedt ausklingen.
Schürmann starb im Februar 2019 im Alter von 46 Jahren.